# Montmerle-sur-Saône
Montmerle-sur-Saône es una comuna francesa del  departamento de Ain, en la región de Auvernia-Ródano-Alpes.

## Demografía
| 1 872 | 1 687 | 1 197 | 1 124 | 1 170 | 1 178 | 1 273 | 1 505 | 2 023 | 2 596 | 2 830 | 3 584 | 3 828 |
| Para los censos de 1962 a 1999 la población legal corresponde a la población sin duplicidades (Fuente: INSEE [Consultar]) |       |       |       |       |       |       |       |       |       |       |       |       |